# 北陸線列車雪崩直撃事故
北陸線列車雪崩直撃事故（ほくりくせんれっしゃなだれちょくげきじこ）とは、1922年（大正11年）2月3日に鉄道省北陸本線親不知駅 - 青海駅間の勝山トンネル西口で、雪崩の直撃によって発生した列車脱線事故である。この事故で列車の乗員乗客200名のうち、一般乗客1名、作業を終えた帰路の除雪作業員88名、鉄道職員1名のあわせて90名が死亡した。発生した地区名から勝山大雪崩（かつやまおおなだれ）と呼ばれることもある。
日本国内で発生した雪崩による鉄道事故の犠牲者数では、発生以来現在に至るまで最悪の数字である。

## 事故の経緯

### 事故の発生

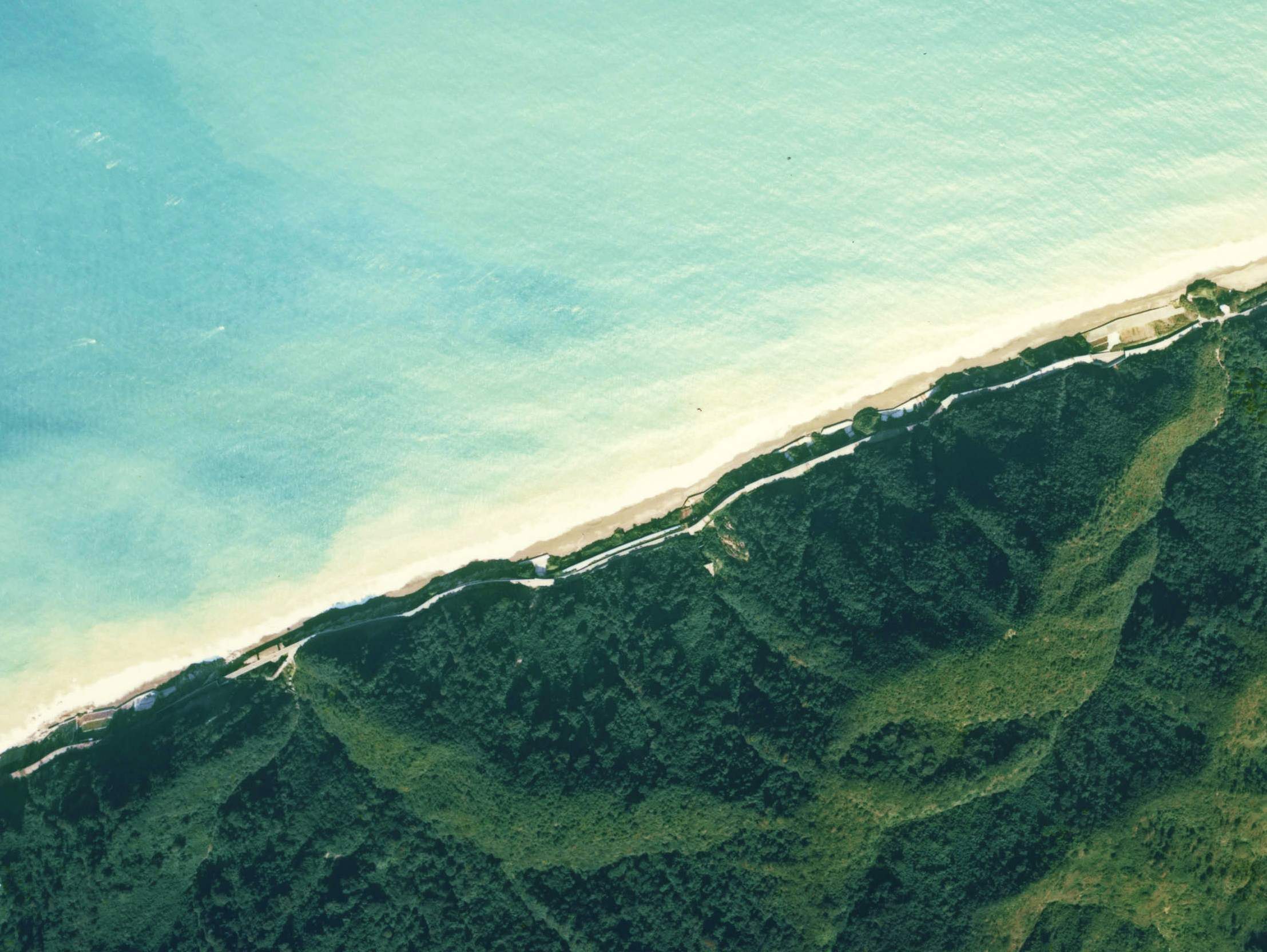
子不知海岸の空中写真（1976年撮影）。
画像中央付近が雪崩の発生した勝山トンネル西口付近。海岸沿いに見える道路は国道8号である。断崖が連なる険しい地形であることが分る。

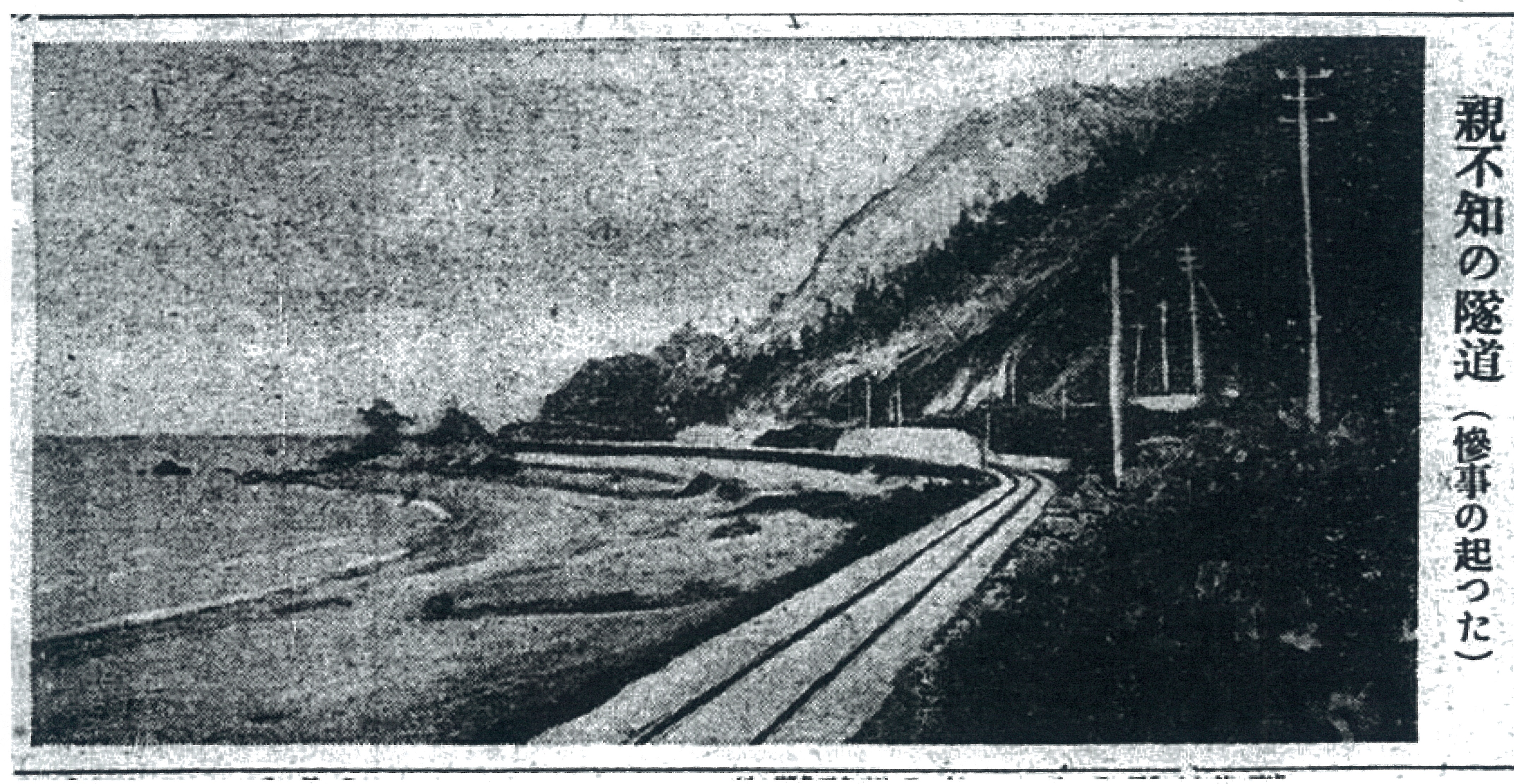
事故以前、雪が降る前の現場付近の写真　東京朝日新聞大正11年2月5日2面

当地は親不知・子不知と通称される、飛騨山脈（北アルプス）の端が日本海にぶつかり、海の浸食作用によって断崖となった地形が連なる地帯で、古来より北陸道最大の難所といわれ、さまざまな遭難悲話が伝わっている。
1912年10月15日、北陸線は富山県の泊駅から青海駅まで延伸開業した。親不知・子不知を通る鉄道路線の部分は、当時は単線・通票閉塞式で断続的にトンネルが連なり、断崖と海岸線の間を縫うような形で列車が運行されていた。
この事故が発生した1922年は雪の多かった年で、海岸沿いに位置する糸魚川町（当時）でも、軒まで埋まった家から雪の階段を作って戸外に出ると、電線が胸の高さにあり「電線で首を吊る」と形容されたほどの多量の降雪があった。1月27日の積雪は市振・梶屋敷で1丈（約3.03メートル）余、青海・親不知で9尺（約2.73メートル）余を記録し、1月28日13時頃には親不知駅と青海駅の間で列車が雪崩に乗り上げ、機関車が脱線したが、除雪作業の結果2時間後に復旧した。
事故発生当日となった2月3日の天候は、明け方から気温が上昇して雪から雨に変わった。1922年当時では糸魚川町近辺で2月に雨が降ることは珍しかった上に、夕刻の17時過ぎからは雨脚が強くなった。このような気象条件は、傾斜面全部の雪が崩落する「全層雪崩」が発生しやすくなるものであった。
その日の13時30分頃、北陸線の市振駅 - 親不知駅間での雪崩により北陸線は不通となった。海岸のすぐそばまで山脈が断崖絶壁となって迫る親不知のような地形の場合は、たとえ小規模な雪崩の発生であっても被害が出やすかった。そして北陸線は軍事上や物資輸送上で重要な幹線だったため、新潟県知事、鉄道省、そして陸軍省は関係各町村長宛に青年団や在郷軍人分会を動員しての復旧作業を要請した。除雪作業を徹夜で行うために、糸魚川町の白沢組が近在の集落から募集した作業員約150名と富山駅駐在の乗組貨物掛19名が糸魚川駅から列車に乗って雪崩発生現場に向かった。糸魚川駅からはさらに臨時の列車が増発され、作業員17名と保線職員が続いて現場に入った。
現場での復旧作業は、大雨のためになかなか進展しなかった。当時の蓑笠やわら靴などの防水不完全な装備では着衣の濡れを防止できず、体温を低下させ雪に足を取られてもがく者や雪を被って気を失う者などが続出したため、徹夜での作業は中止された。やむなく作業員たちは帰路につくことになり、糸魚川行きの第65列車に乗車した。第65列車は6両編成（牽引機関車を除く）で、牽引は蒸気機関車2296（2120形）、次にボギー車のホハユニ（郵便荷物合造客車）8777とホハ7142、その後ろに四輪客車ハフ3432、ハフ1772、ハ1735、ハフ4518という編成だった。　　
降り続く雨の中、列車は定刻から22分遅れの19時52分に糸魚川をめざして走り出した。深谷トンネルを抜け、勝山トンネル西口にさしかかった時に汽笛を吹鳴した。その瞬間に勝山（標高328メートル）の斜面で全層雪崩が発生し、ボギー車半分と客車のうち2両を直撃した。先頭を走っていた機関車と次のボギー車は、すでに勝山トンネル内に入っていて無事だった。2両目のボギー客車は、後部3分の2を大破した上に上部がもぎ取られて床に穴が空き、車両の台枠は左側に捻じ曲げられた。3両目と4両目の客車の損傷が一番激しく、木造の客室部分は雪崩の威力にひとたまりもなく床部分を残して粉砕された。3両目は台枠と車輪のみがトンネル内に残され、4両目は連結器の部分が5両目に突き刺さる状態になった。5両目は4両目に追突状態になったのみで被害は比較的小さく、6両目は無事だった。事故で死亡した人の多くは3両目と4両目に乗車しており、負傷者は多くが2両目のボギー客車に乗車していた。列車を襲った雪崩は、崩壊面の延長が1500メートル、幅30メートル、体積は約6000立方メートルと推定され、乗っていた人々の多くが雪の下に消えてしまった。
事故の原因となった雪崩の発生原因については、事故当時の調査報告書には記載されていない。『事故の鉄道史』でこの事故について取り上げた佐々木冨泰は、豪雪による積雪が季節外れの大雨と気温上昇によって緩んでいたところに、列車が吹鳴した汽笛が引き金となって発生したものと推定している。事故に遭った列車の客車は強度の弱い木造客車だったため、雪崩の衝撃によって粉々に破壊され、被害が大きくなった。

### 救助作業と被害

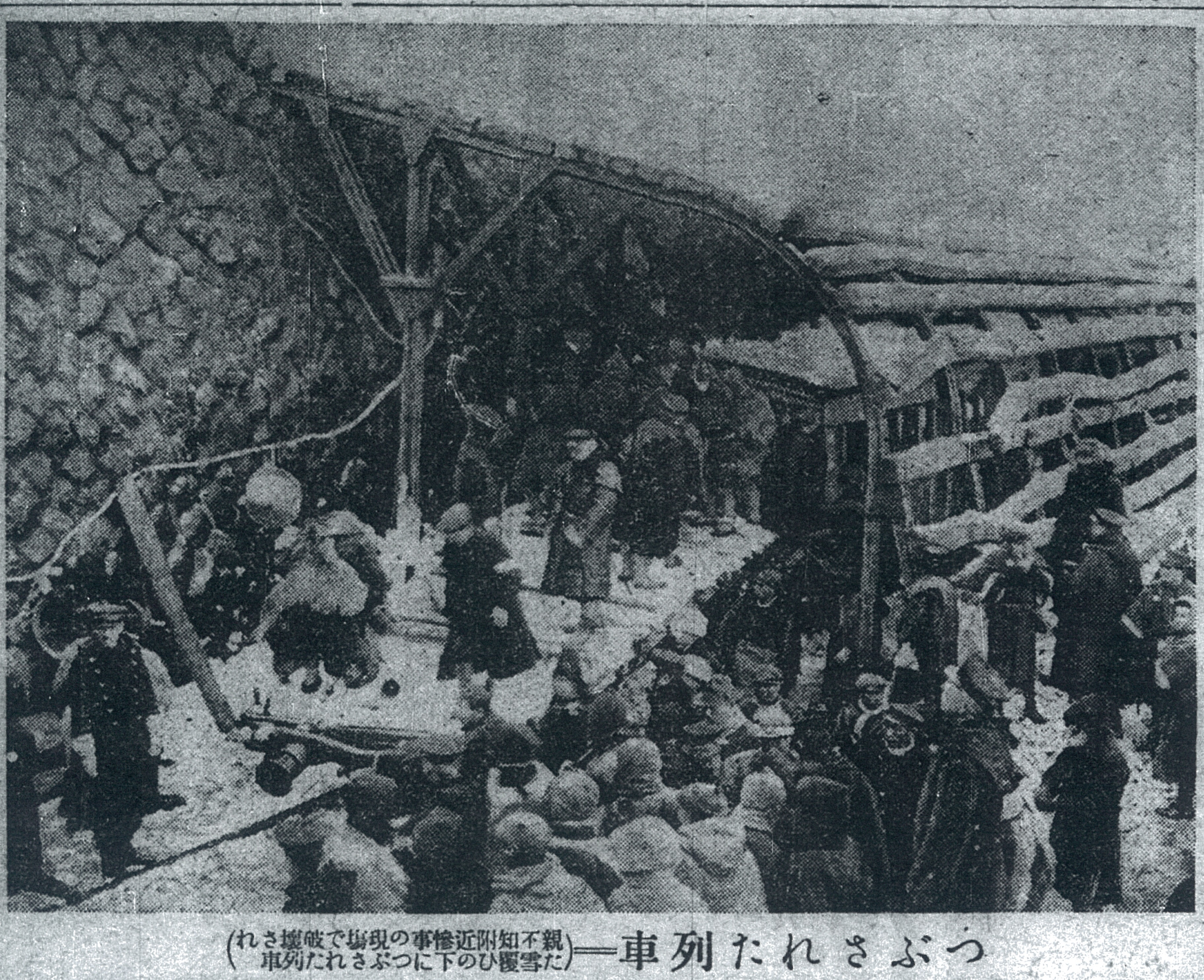
北陸線列車雪崩直撃事故現場写真 東京日日新聞大正11年2月7日9面

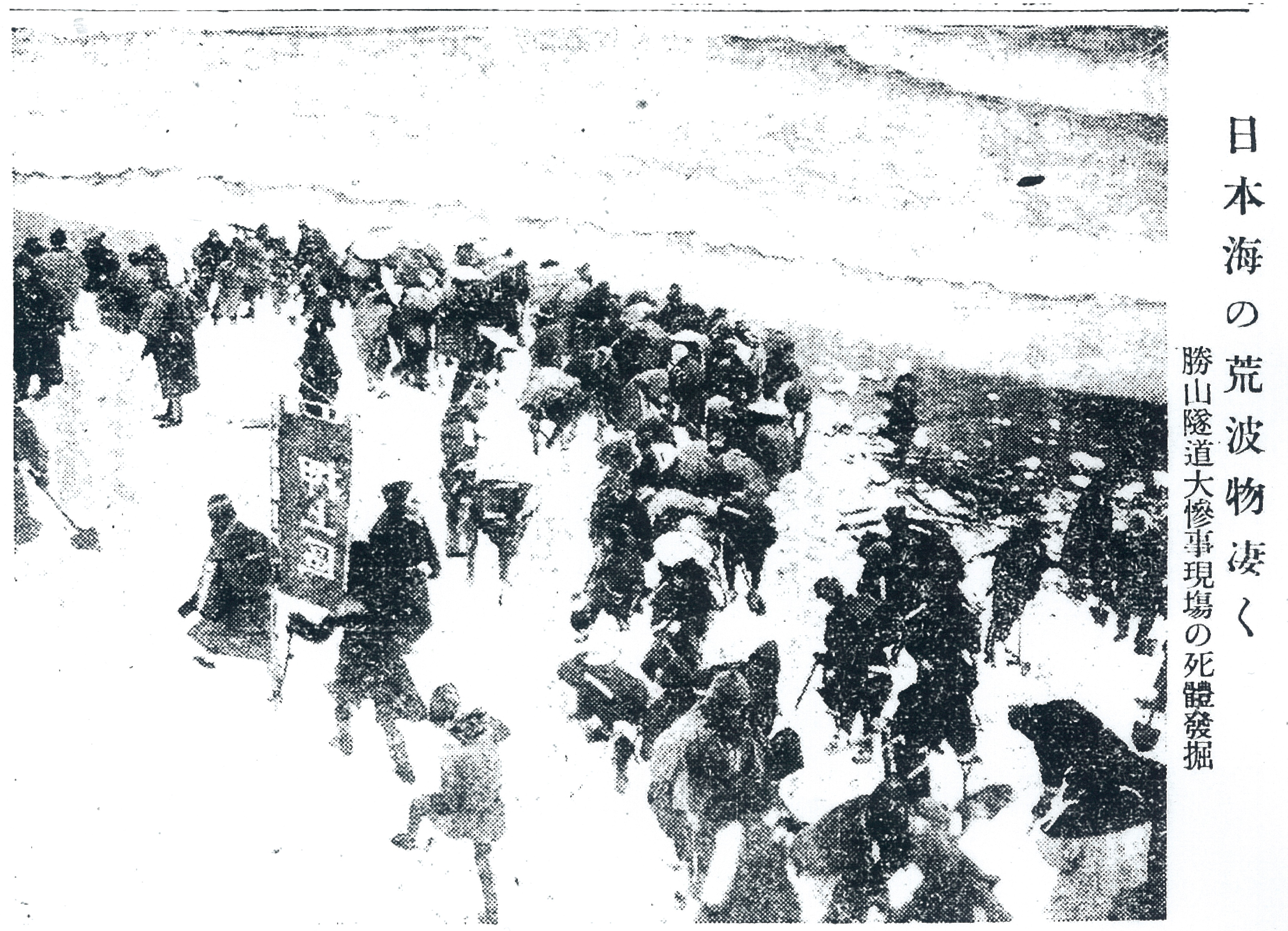
雪に埋まった犠牲者を探す捜索隊　東京朝日新聞大正11年2月7日2面

辛うじて難を逃れた人々のうち、3人が海岸伝いに糸魚川まで向かって事故の一報を知らせた。消防団の伝令が、当時糸魚川町長を務め、消防団長も兼務していた中村又七郎に事故の発生を報告した。その晩中村は、白沢組の社長と2人で糸魚川の料亭で飲んでいた。夜9時ごろになって社長あての電話が入った。そのため社長は中座したが、席に戻ると帰ると言い出した。この時の電話が、実は事故発生を告げるものであったが、社長は電話の内容について中村に告げることはなかった。中村は帰宅して就寝した後、消防団の伝令によって事故の報告を受け、警察署に向かった。
警察署長の要請を受けて、消防団が集合した。すでに救援列車は現地に向けて出発していて、その後電話で青海駅から「死傷者の搬送と手当のために医師の出動並びに担架の準備を」と連絡が入った。巡査部長が医師の招集のために出動した後、中村は担架代わりにする目的で駅の戸板を外すように団員たちに命令した。しばらくして巡査部長が戻ってきて、糸魚川駅に近い寺町地区で開業していた医師の安藤俊夫以外は誰も来てくれないと報告した。巡査部長の報告を聞いた中村は、以前から医師たちの不親切ぶりに憤慨していたため、直接掛け合うことを決めた。団員を引き連れて町の医師たちの説得を試み、それが功を奏して、先ほどは招集を断った医師も出動を承諾した。
救援列車は、日付が変わった2月4日の午前2時頃に糸魚川駅へ戻ってきた。貨車の中には、死亡者や負傷者が大勢いた。消防団員たちは担架で負傷者を駅の横にあった鉄道集会所に搬送して、安藤医師たちが手当てにあたった。死亡者は、清崎地区の善導寺と寺町地区の正覚寺に運ばれた。
救援列車は折り返して現地に向かうことになり、中村は消防団の人手を2組に分けた。1組は救援列車に乗車して現地で救助作業を担当させ、もう1組はその後送られてくる死傷者の搬送収容のために糸魚川で待機させた。救援列車は青海駅で立ち往生してしまったため、徒歩での行動となった。青海駅を過ぎたところにある青海川の鉄橋は海風と冷たい雨のせいで提灯の火が消えて危険だったため、這って渡り終え、現地へ到着した。勝山トンネル内には、十数人の遺体が線路の両脇にそのままの状態で並べられていた。トンネルの西口は雪崩に埋められていて、雪を掘って狭い通路がつけられていた。トンネルの外では、雪崩で粉々になった客車に挟まれたままの遺体が雪に埋まっていた。遺体の損傷は酷く、雪崩の威力を物語っていた。その中には右手におにぎりを握り、口から飯粒がこぼれたままで絶命している人もいて、一瞬の惨事であることを示していた。
暗闇の中でアセチレンランプとカンテラ、そして提灯を頼りに行う救助活動中、消防団員に混じって1人、頭から血を流しながらも鼻歌を歌っている男性がいた。やがてその男性は倒れてしまい、鼻歌もやんだ。慌ててその男性の脈をとると、すでに絶命していたという。また、消防団員の1人が海岸へ向かうために斜面を下っていると、いきなり足を何かにつかまれて転倒した。さては亡霊の仕業か、と思って提灯をかざすと、雪の中から1本の手が出ていた。すぐに他の団員を呼んで救助作業にかかった結果、この手の主は一命を取り留めている。作業は救助よりも遺体の発掘が主となっていた。消防団員は雪の中から遺体を二十数体掘り出して、明け方に一度撤収した。糸魚川駅の鉄道集会所で手当てを受けていた負傷者のうち、重傷者は高田市（1971年に直江津市と合併して上越市を新設して消滅）の知命堂病院に移送された。
この事故は、1915年5月22日に発生したイギリス・スコットランドのキンティンスヒル鉄道事故（死者277名）に次いで当時世界で2番目の惨事と報道された。長野赤十字病院が事故の救援のために外科医と看護婦たちを派遣したのを始め、鉄道省側と応援団体からも多くの人々が駆けつけた。その人数は2月4日から2月8日までの5日間で、鉄道省側1592名、応援団体3602名を数えた。ただし、鉄道省側と応援団体の間はうまくいかなかった。鉄道路線の復旧を優先しようとする鉄道省側の態度は、応援団体や地元の住民たちからは冷酷に見えた。やがてこの事故の影響もあって、鉄道の除雪作業に応募しようとする住民はほとんどいなくなるありさまだった。
遺体の収容作業は進んだが、最後の2遺体がなかなか見つからなかった。糸魚川町の蓮台寺（れんだいじ）地区の責任者を務めていた男性（当時26歳）が、事故から4日目の2月7日になって海岸の波打ち際近くで発見された。蓮台寺地区では、当時の戸数が40戸で、青年団構成員16名のうち15名がこの事故に遭遇し、うち13名が死亡する惨状だった。男性の父親は、息子の遺体に取りすがって「組頭としてよく死んでくれた」と号泣した。父親の心境について、周囲の人々は「日露戦争の南山の戦いと旅順攻囲戦で2児を失った乃木大将と同じだ」と評し、深い同情を寄せた。2月8日には、最後の遺体が発見された。
この事故では、死者90名（即死88名、収容後死亡2名）、重軽傷者40名の遭難者が出た。死者の内訳は鉄道職員1名、除雪作業員88名、乗客1名で、犠牲者の数において当時の鉄道省としては最悪の惨事であった。犠牲となった人々は、糸魚川町と近辺の西頸城郡西部の町村に住んでいた。年代別では、働き盛りの20代から30代の青年たちが過半数を占めていた。
| 町村名 | 糸魚川町 | 能生町 | 大和川村 | 磯部村 |
| ------ | -------- | ------ | -------- | ------ |
| 死者数 | 24名     | 17名   | 24名     | 24名   |

| 年代別 | 10代 | 20代 | 30代 | 40代 | 50代 | 60代 |
| ------ | ---- | ---- | ---- | ---- | ---- | ---- |
| 死者数 | 13名 | 34名 | 19名 | 21名 | 1名  | 1名  |

事故に遭った第65列車には、1名だけ一般の乗客が乗っていた。非業の死を遂げたこの乗客が、どこからどのような経緯で乗車したのか、行き先はどこだったのかなどは全く分からず、身元はついに判明しなかった。検視後、この乗客の遺体は正覚寺に安置されて遺族からの連絡を待っていたが結局不明のままで、火葬されて百霊廟（共同墓地）に埋葬された。この乗客については、後に九州から身内ではないかとの照会があったというが、人違いだった。
なお、遺体の収容作業が進む一方で北陸線の復旧作業も進められた。2月5日14時には復旧開通し、42時間の現場支障時間が記録されている。

### 補償交渉
2月16日、合同慰霊祭が糸魚川町の善導寺で執り行われた。導師は東本願寺法主が務め、遺族や関係者の他に鉄道大臣の代理として鉄道省の幹部たちが出席した。
事故処理ののちに問題となったのは弔慰金の問題であった。最初のうち鉄道省は、請負業者である白沢組の臨時作業員であるから、鉄道省との雇用関係はないとの立場をとっていた。慰霊祭の直後、鉄道省は中村に弔慰金は200円くらいでどうかと打診してきた。当時、臨時雇いの作業員の日給は1円前後で、弔慰金の相場は常勤が日給の200日分、臨時雇いの作業員の場合は100日分とされていた。中村はこの打診に反発し、遭難者は単なる臨時雇いの作業員ではなく、鉄道省などからの要請によって作業に行ったのだから実質は勤労奉仕者である、と強硬に主張した。
鉄道省と中村の論争は平行線をたどり、双方ともなかなか譲らなかった。名古屋鉄道局長が糸魚川町役場に出向いて交渉の席に着いたが、相変わらず意見はまとまらなかった。名古屋鉄道局長が「では、いくら出せばいいのか」と尋ねると中村は「2500円」と回答したためこの交渉も決裂した。中村は「帝国議会も開会中だし、鉄道大臣の元田肇に会って直接談判する」と宣言して席を立った。
その後、当時の新潟県知事太田政弘が仲介に入り双方が歩み寄って、最終的に2200円で決着した。このほか遭難者には、大正天皇から下賜金、その他見舞金や弔慰金が寄せられたために、最終的には1人4400円という額が渡された。

### その後
戦後の輸送力増強に当たって、北陸本線では複線化が進められたが、事故現場となった親不知駅 - 青海駅間については、上り線については専用の新子不知トンネルを山側に建設した一方で、下り線は旧線を改修・転用することで1966年に複線化を実施した。このため事故現場となった勝山トンネル付近を含む下り線には、防災対策として堅固なコンクリート製のスノーシェッドが造られている。

#### 慰霊碑

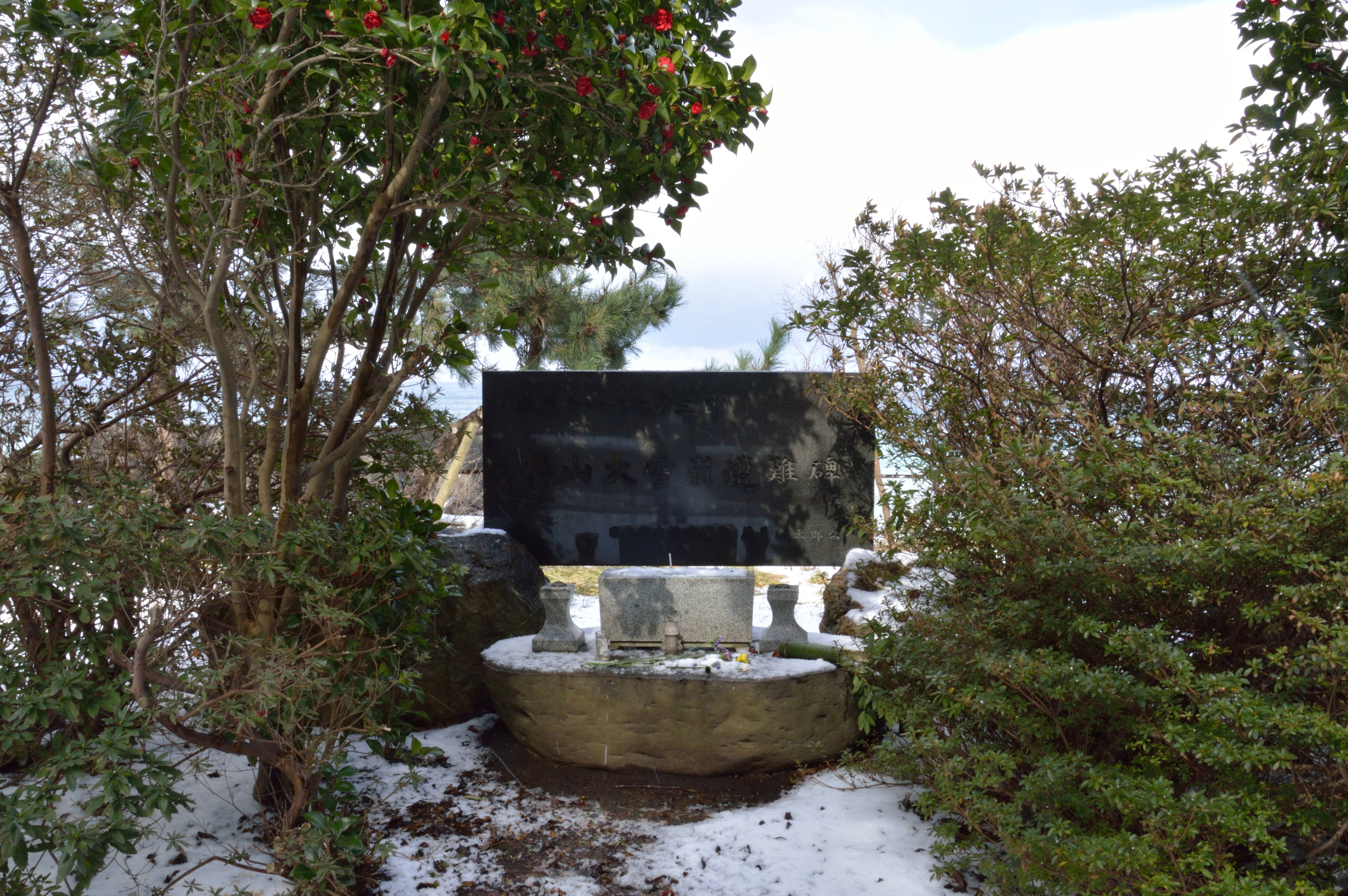
北陸線列車雪崩直撃事故の慰霊碑（「勝山大雪崩遭難碑」）。事故現場付近、国道8号線沿いの新子不知トンネル上部の土地に設置されている。（2017年2月11日撮影）

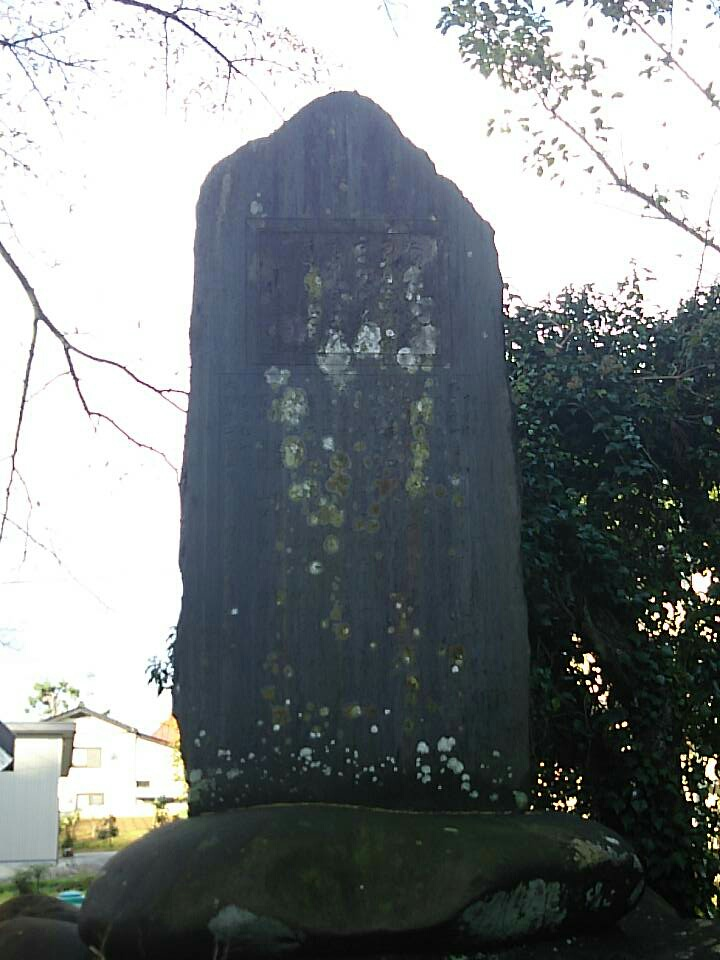
蓮台寺地区にある慰霊碑（2016年11月3日）

事故の慰霊碑を最初に建立したのは、当初から率先して負傷者の救護活動や遺体の検視に携わった医師の安藤であった。死者や負傷者のほぼ全員が友人であり患者でもあったという事実に安藤の衝撃と悲しみは大きく、事故現場の国道沿いに「大正十一年二月三日大雪崩遭難現場」という碑を建立した。しかしこの碑は、1963年（昭和38年）から始まった国道8号の改修工事中に行方不明になってしまった。結局慰霊碑の行方は判明せず、安藤は「建設省は酷いことをする…」と妻と息子に話していた。安藤は慰霊碑の再建に思いを残しながら、1968年（昭和43年）10月4日に84歳で死去した。
安藤の息子は、父の遺志を継いで慰霊碑の再建に尽力した。青海駅の元助役や青海町当局も協力し、国鉄も複線化で完成した新子不知トンネル東口上の土地を提供した。売名や宣伝と誤解されるのを嫌ってこの再建計画は密かに行われていたが、噂を聞いた遺族や関係者からは香炉や花立などの仏具が寄贈され、匿名で苗木を植えて帰った人もいた。1974年5月4日、2代目の慰霊碑は除幕の日を迎えた。慰霊碑の裏面には、安藤夫妻と息子の名が刻まれている。
他にも、この事故に対する慰霊碑は3基存在する。1基目は1937年（昭和12年）の10月14日（鉄道記念日）に国鉄保線区の職員などの基金によって銅板に碑文が刻まれ、事故現場の崖の中に建てられたものである。2基目は、多くの遭難者を出した蓮台寺地区の七社神社の境内にある。糸魚川出身の相馬御風の和歌「なにすれぞ かくおおきなる いけにえの むなしくゆきと きえはつべしや」とともに、正面には犠牲者13名、裏面には遺族13名の名が刻まれている。この碑は事故翌年の2月に建立された。3基目は、大和川地区の教念寺境内にある。事故翌年の5月に建立され、「親不知殉難碑」の筆は当時の鉄道大臣大木遠吉による。『事故の鉄道史』で佐々木冨泰は、1つの鉄道事故でいくつもの慰霊碑が建てられた例は他に聞かないと記述している。
5基の慰霊碑は2021年（令和3年）秋、国土地理院の自然災害伝承碑として登録された。